# Oligodon ornatus
Oligodon ornatus este o specie de șerpi din genul Oligodon, familia Colubridae, descrisă de Van Denburgh 1909. A fost clasificată de IUCN ca specie cu risc scăzut. Conform Catalogue of Life specia Oligodon ornatus nu are subspecii cunoscute.